# Bajo Campo
El Bajo Campo (oficialmente en catalán, Baix Camp) es una comarca española, situada en la provincia de Tarragona, Cataluña, que forma parte del área metropolitana de Tarragona (también llamada «Triángulo Tarragona-Reus-Valls»). Es una de las tres comarcas entre las que se dividió el conocido como Campo de Tarragona en la división comarcal de 1936. 
Es una comarca costera situada entre el Tarragonés, al noreste, y el Bajo Ebro al sur. Limita al oeste con el Priorato -más al norte- y la Ribera de Ebro —más al sur—, al norte con la Cuenca de Barberá y al noreste con el Alto Campo —al interior— y el Tarragonés tocando el Mediterráneo.

## Geografía

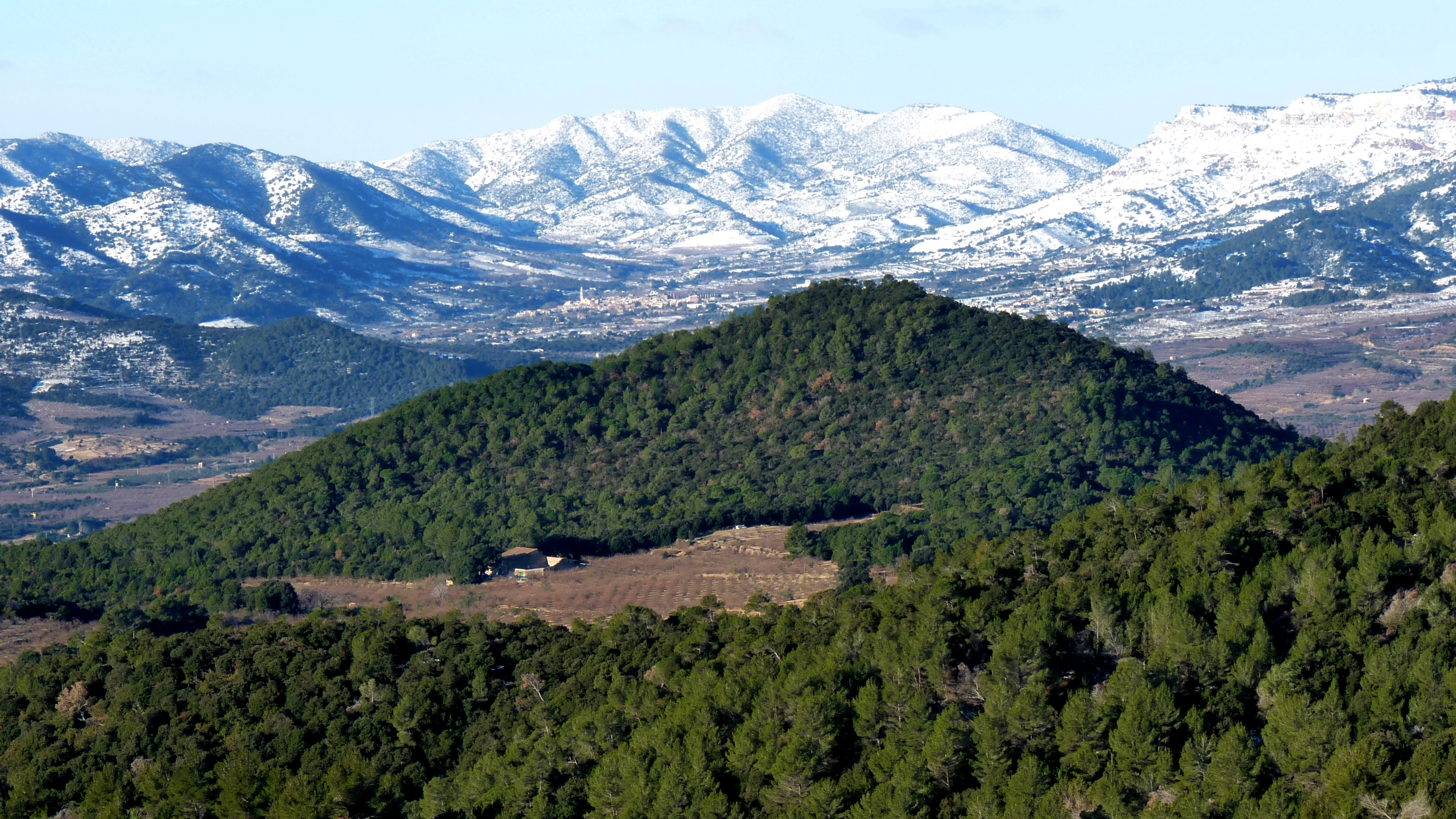
El Puig d'en Gullo en contraste con las montañas nevadas al fondo, poco habituales en el Bajo Campo.

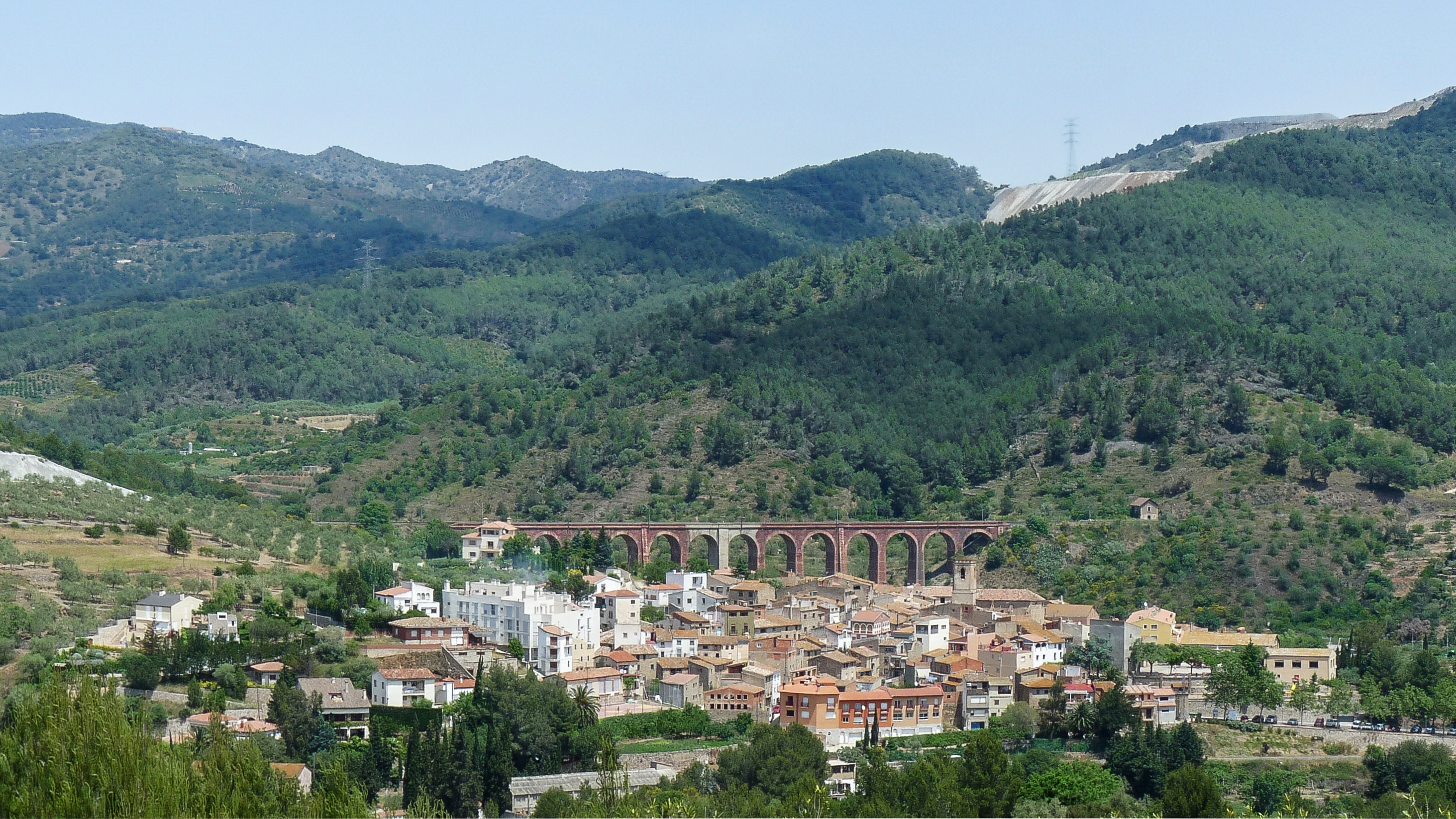
Dosaiguas.

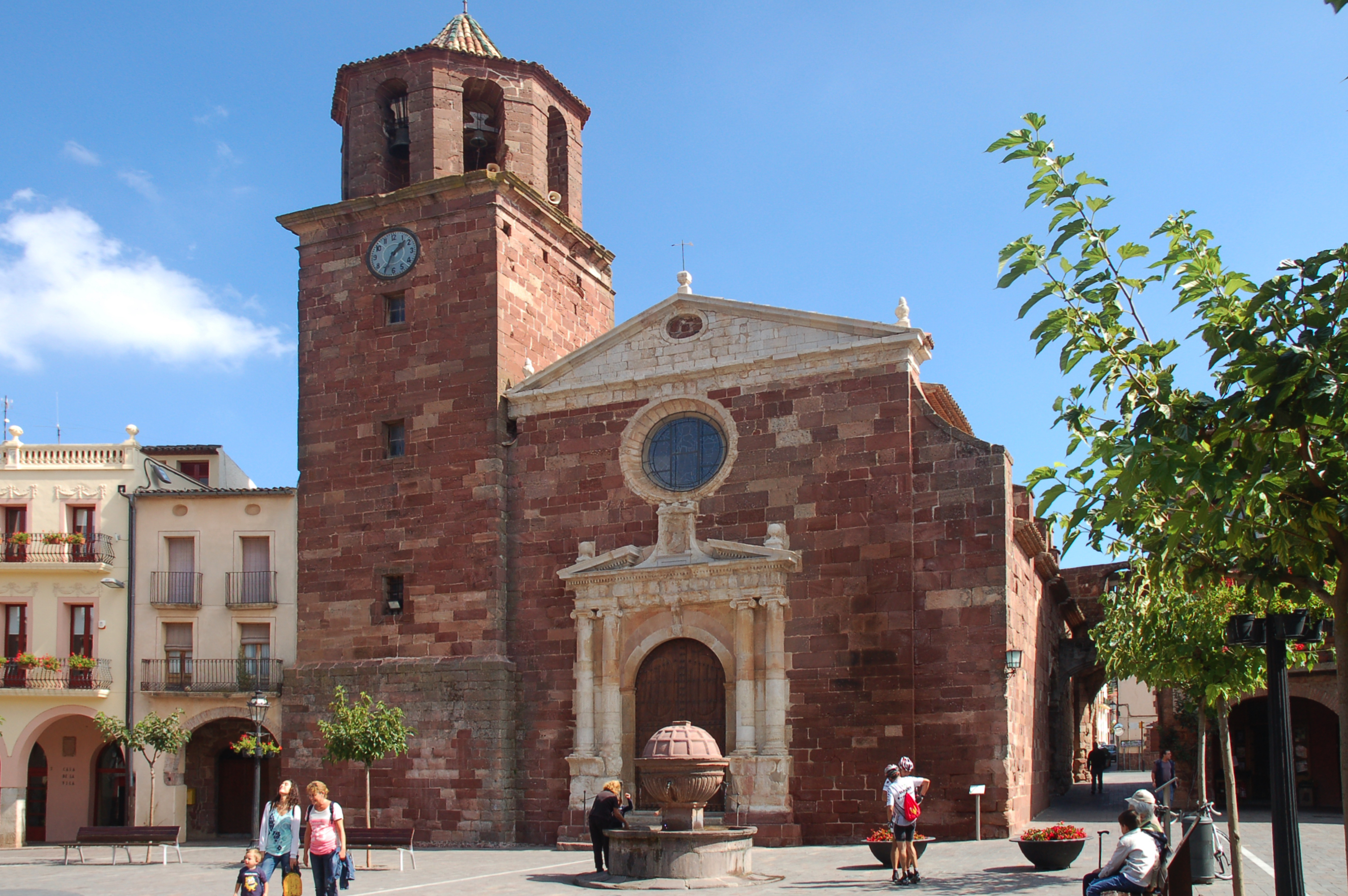
Prades, pueblo de arquitectura roja.

El Bajo Campo comprende la parte sur del Campo de Tarragona, situada entre la Cordillera Prelitoral (sierra de la Mussara, montañas de Prades y sierras de Puigcerver, l'Argentera, Llaberia y Vandellòs) y el mar. Entre estas sierras y la costa existe una extensa planicie, tradicionalmente muy agroturística, en cuyo centro se sitúa la ciudad de Reus, la capital comarcal y centro comercial de las comarcas del sur de Cataluña, hasta bien entrada la segunda mitad del siglo XX, por delante de Tarragona.
La proximidad de las dos grandes ciudades ha hecho que hubiera una gran rivalidad en el papel centralizador de estas comarcas. Reus ha sido la capital tradicional y la más activa hasta la primera mitad del siglo XX. Pero Tarragona, al ser designada capital provincial, se ha visto favorecida por la instalación de numerosos servicios. Pero en el siglo XXI, la revitalización del aeropuerto de Reus ha vuelto a acercar otra vez la capital del Bajo Campo a la del Tarragonés. El desarrollo industrial durante las décadas 1980-2000 y la potenciación de su puerto ha puesto las dos ciudades a un nivel económico muy similar. Tarragona ha acabado siendo una ciudad industrial, administrativa y de servicios, Reus, una ciudad comercial.
La división comarcal de la planicie del Campo plantea numerosos problemas, especialmente en la delimitación de la franja entre las dos grandes ciudades, separadas solo por 10 kilómetros. La complejidad de los límites se agrava al ser este sector atravesado por numerosas vías de comunicación, como la autopista AP-7, la presencia del aeropuerto y el tren de alta velocidad. Actualmente es un área en expansión con una densidad de tráfico muy elevada. Confluyen centros comerciales, turísticos, residenciales e industriales.
La comarca actual del Bajo Campo difiere ligeramente de la definida por la Generalidad de Cataluña en 1936 y 1987. Debido a la ley de enero de 1990, por la que se modificaron los límites de algunas comarcas de Cataluña, el Bajo Campo se vio modificado con la agregación del municipio de Arbolí, hasta entonces perteneciente al Priorato. Con este cambio, el Bajo Campo aumentaba su superficie en 21,11 km². La población solo ganaba 130 habitantes.
El Bajo Campo tiene unas condiciones naturales, topográficas y climáticas que facilitan la ocupación del territorio. Es una comarca muy activa económicamente y con una larga tradición. Tiene una agricultura y una industria muy activas. La franja costera se convirtió en el último tercio del siglo XX en una zona turística de primer orden.

### Clima

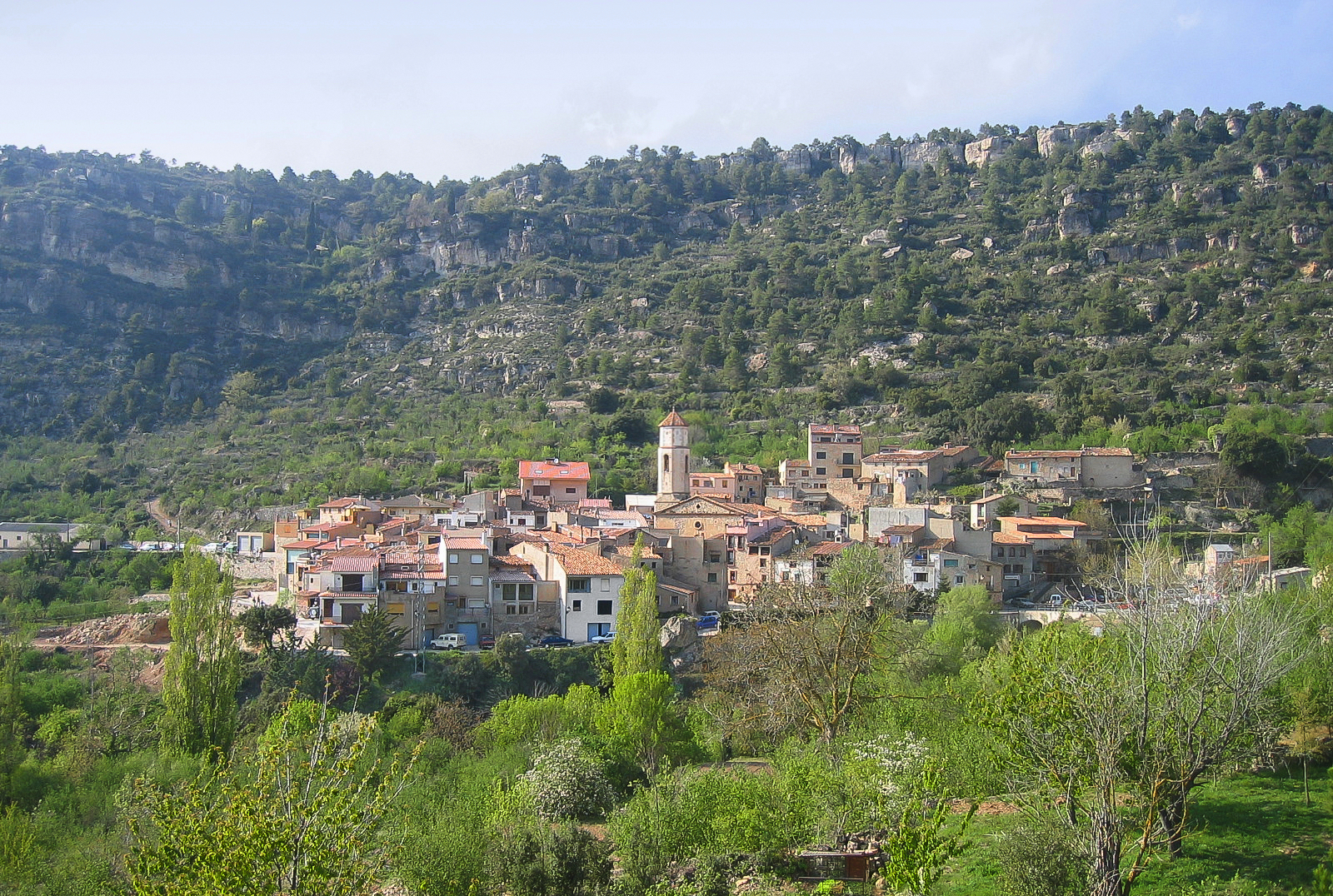
Arbolí.

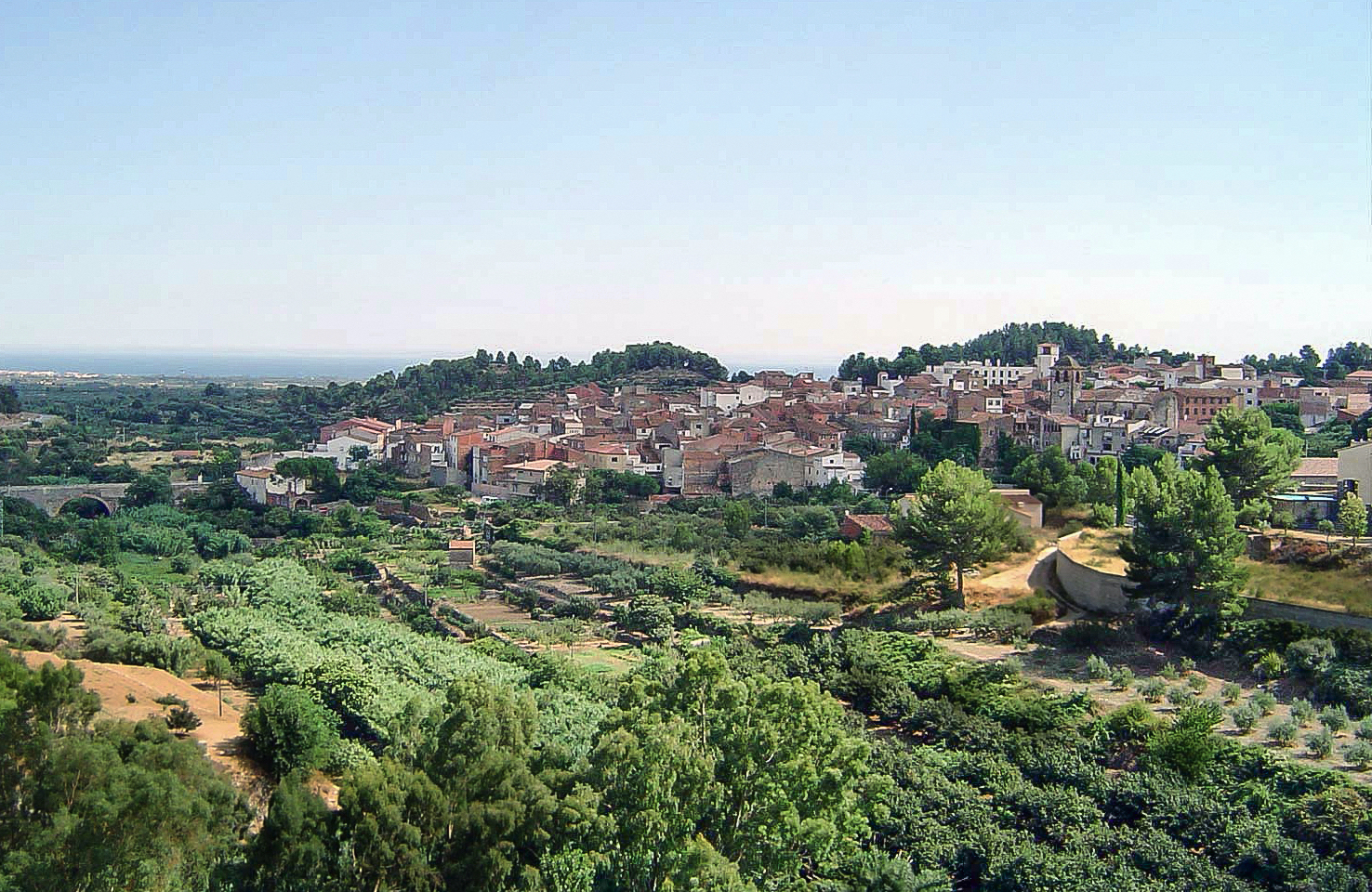
Vilanova de Escornalbou.

El clima del Bajo Campo es mediterráneo con influencia marítima. En las montañas septentrionales el clima se hace más fresco y húmedo. Las sierras septentrionales protegen la comarca de los vientos fríos del norte y los vientos secos del oeste. El Bajo Campo se encuentra al abrigo de estos vientos, por lo que el dominio casi constante de los vientos marítimos húmedos que proceden del Mediterráneo es muy bajo. Por eso domina el tiempo poco extremo sin demasiado calor ni temperaturas muy bajas.
El Bajo Campo está dentro del área de influencia del mistral o sereno. Es un viento seco y tibio que baja por el canal del río Ebro, del noroeste. Sopla con cierta violencia de octubre a abril, aunque en menor intensidad que en las comarcas del Ebro.
Las temperaturas medias anuales se sitúan por encima de los 14 °C en el llano y por debajo de esta temperatura en las sierras. En las laderas más elevadas las medias pueden ser en torno a los 10 °C. Los inviernos son templados con temperaturas medias mensuales en enero de entre 8 °C y 10 °C. En los picos más altos de las montañas de Prades las medias de este mes se encuentran por debajo de los 4 °C. Las heladas son raras en la llanura. Los veranos son calurosos, aunque la brisa marina refresca y humedece la atmósfera durante el día. Las temperaturas medias mensuales de julio se sitúan entre 23 °C y 24 °C en la llanura. En las laderas superiores los veranos son frescos y a menudo se forman nieblas a consecuencia de la convección de la brisa del mar. Estas nieblas tienen una gran importancia para la vegetación.
Las precipitaciones son escasas en la llanura, de entre poco menos de 500 mm y 600 mm. A medida que nos separamos de la línea de costa y ascendemos hacia las montañas de Prades, las precipitaciones son más abundantes. En las partes altas de estas sierras caen más de 700 mm de media anual. La estación más seca es de forma muy destacada del verano, en especial el mes de julio, en el que hay años en los que no cae ni una gota, sobre todo en la llanura. La estación más lluviosa es el otoño, seguida de la primavera. Las precipitaciones son en general irregulares y a menudo caen torrencialmente, lo que provoca inundaciones de los arroyos, que se encuentran casi secos el resto del año.

## Economía

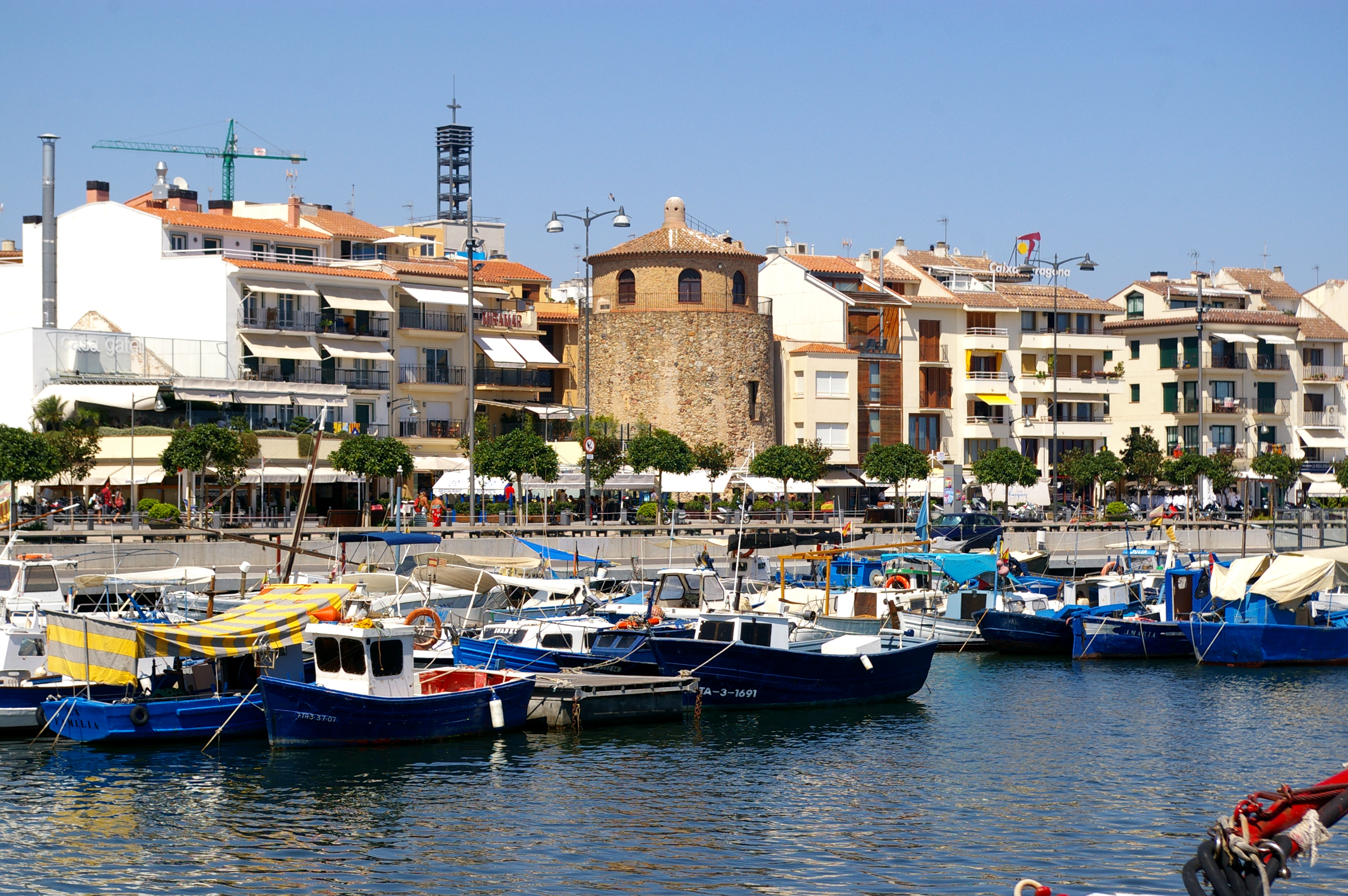
Cambrils tiene el único puerto pesquero de la comarca.

La población del Bajo Campo, elevada ya desde el siglo XVIII, muestra que hay una gran actividad económica. En todos los aspectos económicos hay que diferenciar dos sectores dentro de la comarca, la llanura y la montaña.

### Agricultura, ganadería y pesca
Hasta el siglo XVIII los cereales eran el cultivo más extendido, junto con la vid y el olivo. A partir de este momento la viña aumenta, así como el algarrobo, y más adelante la patata. Durante el siglo XVIII se ensaya el cultivo del arroz en varias planicies litorales, que pronto fue abandonado por el temor de que fuera un foco de infección del paludismo.
El avellano era inicialmente cultivado en las zonas del interior. A partir de mediados del siglo XIX su cultivo se extendió por la llanura, a menudo sustituyendo la viña. El cultivo del avellano se recomendó durante la celebración, en Reus, de la asamblea del Instituto Agrícola Catalán de San Isidro, en 1862, a consecuencia de la crisis provocada por el oídio de la vid. La llegada de la filoxera acabó de imponer el cambio, que conduce al estado actual. En ciento cincuenta años las tierras del Bajo Campo pasaron del predominio de la viña al predominio del avellano.
A pesar de la ausencia de cursos de agua importantes, en la llanura domina el cultivo con regadío. Casi el 40 % de la superficie cultivada es regada.

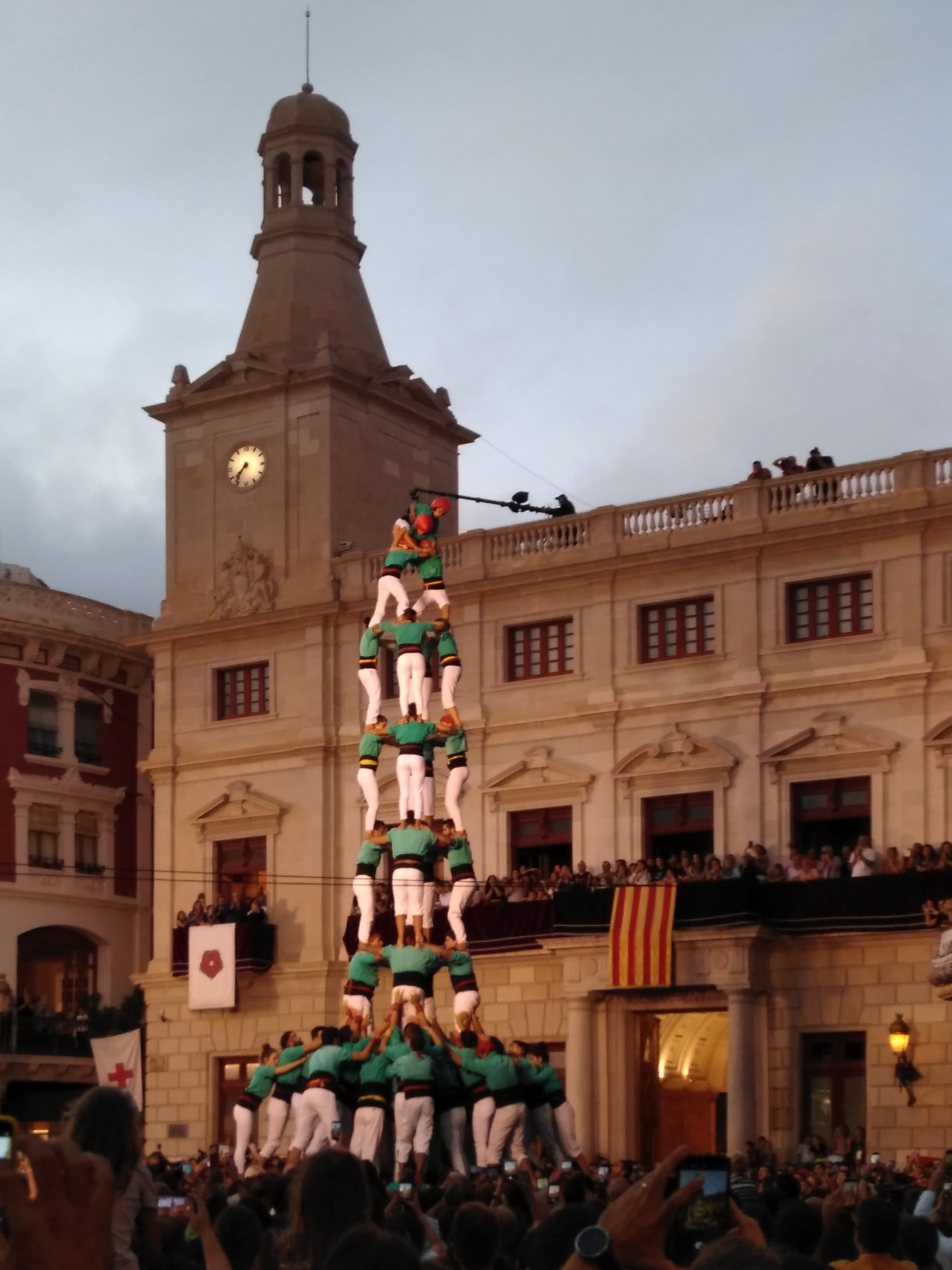
Plaza del Mercadal de Reus, la capital comarcal y comercial.

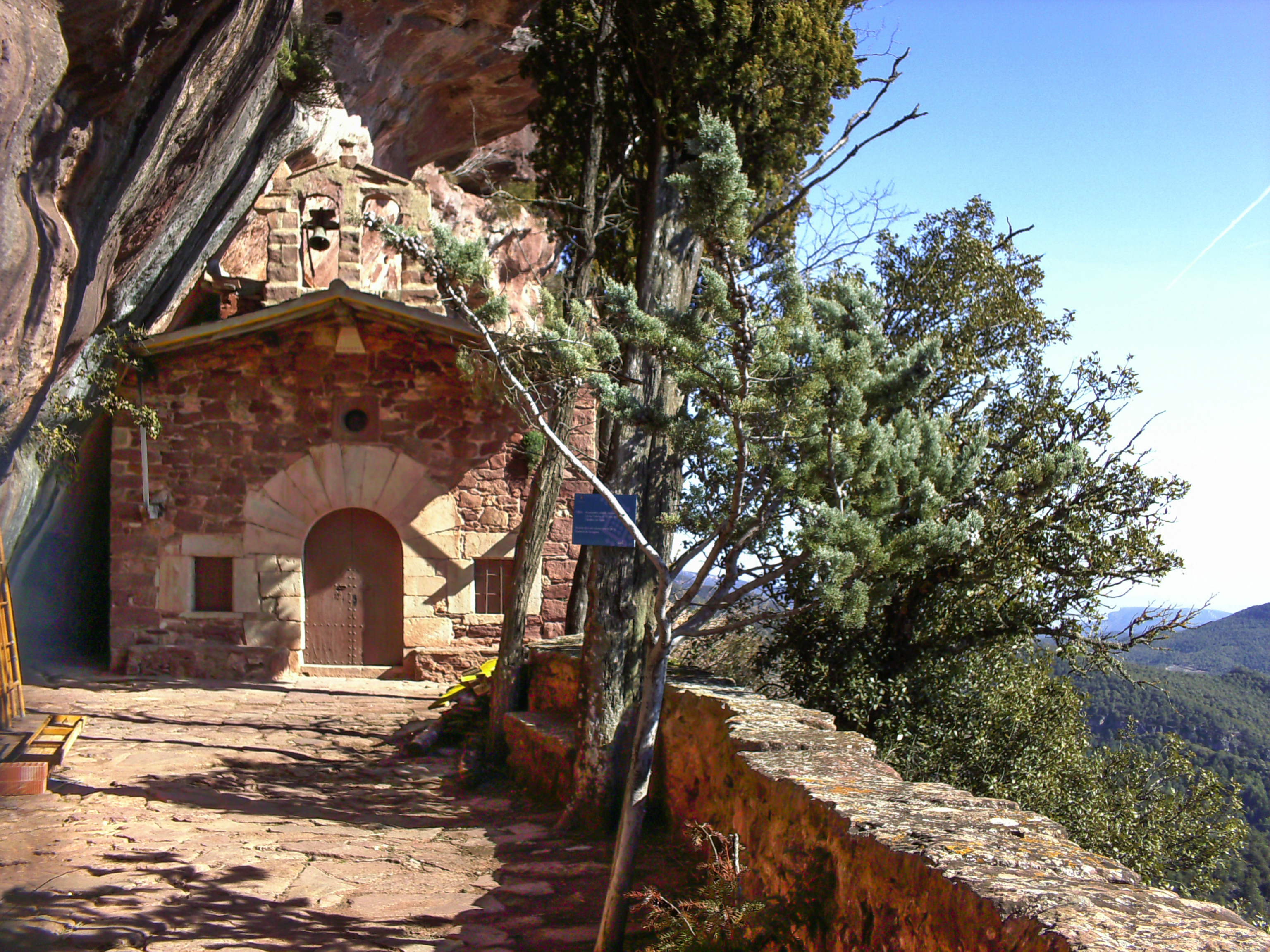
Ermita de la Abejera de Prades.

Actualmente el avellano es el cultivo más característico y el dominante, sobre todo en los municipios de la mitad noroeste. Todos los de la mitad norte de la comarca tienen más de la mitad de la superficie cultivada dedicada a la avellano. En el resto de municipios, los otros cultivos tienen también un lugar destacado. El avellano ocupa unas 16 000 ha lo que corresponde al 46 % del total catalán.
La gran expansión del avellano en los últimos cien años ha sido potenciada por la capacidad comercial de Reus, la capital comarcal. En 1900 el avellano ocupaba el 16 % de la superficie cultivada, en 1963 era más del 30 % y actualmente casi el 50 %.
La viña, al contrario que en la comarca de Priorato, ha tenido un proceso inverso. De más del 50 % que ocupaba a comienzos de siglo XX, ahora solo constituye poco más del 6 %.
El segundo cultivo en importancia es el olivo, que ocupa el 17% de la superficie cultivada. El olivo se extendió mucho a lo largo del siglo XX y actualmente está en proceso de reducción. El olivo se presenta sobre todo en los municipios litorales y meridionales de la comarca.
El algarrobo tuvo bastante importancia, tanto por el interés concreto por su fruto, alimento del ganado equino y mular, y ahora por la industria química, así como por ser un árbol que sobrevive bien en los terrenos más pobres y delgados. En los últimos años su cultivo se ha reducido en importancia, se planta sobre todo a las solanas de los municipios litorales.
En regadío se cultivan avellanos, otros frutales, como los melocotoneros, y hortalizas, como la alcachofa, la lechuga, el tomate o el frijol. La irrigación por goteo se ha extendido mucho en los últimos años, lo que permite regar con un gran ahorro de agua.
Junto a la agricultura tecnificada y mecanizada existe una ganadería de granjas avícolas que ha sido favorecida por la capacidad comercial de la ciudad de Reus. El Bajo Campo no tiene ninguna tradición ganadera, pero entre los años sesenta y noventa del siglo XX se convirtió en uno de los centros productores de huevos más importantes de Cataluña, junto al Bajo Ebro. También tiene una cierta importancia la ganadería porcina. Destacan Reus, Riudoms, La Selva del Campo y Alforja. La ganadería bovina y ovina es escasa.
El único puerto pesquero del Bajo Campo es el de Cambrils, con una media de pesca descargada de en torno a las 1500 toneladas anuales, de las cuales una tercera parte es de moluscos.

### Turismo
A finales de la década de los sesenta tomó un notable incremento el turismo de sol y playa, provocando un cambio radical de las estructuras sociales y económicas, que trastornó los modos de vida y modificó el paisaje y el medio natural. La consolidación del turismo provoca a finales de la década de los setenta una fuerte polémica sobre si se debía potenciar más o apostar por la industria, sin que de una manera efectiva se llegara a acordar nada a nivel teórico o práctico. Ambos sectores han continuado desarrollándose de manera anárquica, de espaldas y sin ninguna planificación conjunta de las necesidades o de las posibilidades del territorio.
La temporada turística va desde Semana Santa hasta el otoño. Existen multitud de hoteles, cámpines y apartamentos. Estos servicios son utilizados tanto por catalanes, personas del resto del Estado, sobre todo aragoneses, como por provenientes de otros países europeos, especialmente ingleses y franceses. La calidad de los servicios es bastante desigual y múltiple en posibilidades.

## Municipios
| Municipio                                                                 | Población (2005) | Municipio                                        | Población (2005) |
| ------------------------------------------------------------------------- | ---------------- | ------------------------------------------------ | ---------------- |
| Albiol (L'Albiol)                                                         | 3331             | Aleixar (L'Aleixar)                              | 767              |
| Alforja                                                                   | 1488             | Almoster                                         | 1140             |
| Arbolí                                                                    | 112              | Argentera (L'Argentera)                          | 161              |
| Borjas del Campo (Les Borges del Camp)                                    | 1855             | Botarell                                         | 933              |
| Cambrils                                                                  | 33 362           | Castellvell (Castellvell del Camp)               | 2340             |
| Capafons (Capafonts)                                                      | 110              | Colldejóu (Colldejou)                            | 193              |
| Dosaiguas (Duesaigües)                                                    | 205              | Febró                                            | 58               |
| Maspujols                                                                 | 520              | Montroig (Mont-roig del Camp)                    | 8896             |
| Montbrió de Tarragona (Montbrió del Camp)                                 | 1683             | Prades                                           | 612              |
| Pratdip                                                                   | 692              | Reus                                             | 101 287          |
| Riudecañas (Riudecanyes)                                                  | 845              | Riudecols                                        | 1097             |
| Riudoms                                                                   | 5763             | La Selva del Campo (La Selva del Camp)           | 4821             |
| Vandellós y Hospitalet del Infante (Vandellòs i l'Hospitalet de l'Infant) | 5008             | Vilanova de Escornalbou (Vilanova d'Escornalbou) | 477              |
| Vilaplana                                                                 | 568              | Viñols y Archs (Vinyols i els Arcs)              | 1498             |